# Jochen Moll
Jochen Moll (geb. Mollenschott; * 12. Oktober 1928 in Berlin; † 2. Juni 2012 ebenda) war ein deutscher Fotograf.

## Leben und Werk
Der Vater Jochen Mollenschotts war Amateur-Fotograf und -Maler. Jochen machte unter seiner Anleitung schon als Zehnjähriger mit seiner Rollfilmbox und Tageslichtkopierpapier erste Fotografien. Neben dem Schulbesuch betätigte Jochen sich von 1938 bis 1944 im Fotolabor von Brucks-Photo-Kino-Optik und war Schüler einer privaten Schule für Optik und Fototechnik.
Mit 16 Jahren wurde er zum Volkssturm eingezogen. Er musste in Polen am Zweiten Weltkrieg teilnehmen. Er desertierte, wurde aber aufgegriffen und inhaftiert.
Nach dem Ende des NS-Staats arbeitete Moll von 1945 bis 1946 als Fotolaborant im Fotohaus Klein & Ziethen in Berlin-Johannisthal. 1946 machte er beim Fotografen Wolfram Kahle in Berlin-Charlottenburg eine Ausbildung zum Bildreporter.
Es ist nicht bekannt, seit wann er den Namen Moll benutzte.
1947 wurde Moll Mitglied des Verbands der Deutschen Presse, des späteren Verbands der Journalisten der DDR. Er arbeitete freiberuflich als Fotograf für Ost- und West-Berliner Tageszeitungen, u. a. Berliner Zeitung, Der Morgen, Der Kurier, Der Abend und Tagesspiegel. Von 1948 bis 1953 war er Bildreporter beim Neuen Deutschland, vor allem für die Lokalredaktion. 1951 schuf er die Fotos für eine Reportage Margot Pfannstiels vom Bau des Eisenhüttenkombinats Ost für die Wochenpost. 1953 wurde er bei der 6. Internationalen Friedensfahrt (Prag, Berlin und Warschau) erstmals im Ausland eingesetzt. Ab 1954 war er Bildreporter bei der Wochenpost. Dabei hielt er sich 1956 mit dem Wochenpost-Reporter Erwin Bekier (* 1920) zehn Wochen in Moskau und Leningrad auf, wovon im Verlag Kultur und Fortschritt die Text-Bildbände Leningrad und Moskau 0 bis 24 Uhr erschienen.
1957 unternahm er für den Verlag Volk und Welt mit Herbert Otto und Konrad Schmidt mehrmonatige Reportage-Reisen durch die Bundesrepublik, Italien, Jugoslawien, Griechenland, die Türkei, Syrien, den Libanon und Ägypten. Davon veröffentlichte der Verlag die Text-Bild-Bände Stundenholz und Minarett. Eine moderne Entdeckungsfahrt ins Morgenland und Minarett und Mangobaum.
In dieser Zeit verwendete Moll die Kameras Contax I und II sowie Exakta Varex, dann eine Kleinbildkamera Pentax und für Farbfotografien die Pentacon six, später Nikon und Hasselblad.
Ab 1959 arbeitete Moll als fester freier Bildreporter der Neuen Berliner Illustrierten, von 1974 bis 1986 war als Chefbildreporter fest angestellt. In dieser Zeit unterstützte er u. a. Thomas Sandberg bei seiner fotografischen Ausbildung. Anschließend arbeitete er bis 1990 freiberuflich als Bildreporter. Dann begann er mit der Aufarbeitung seines Archivs.
Moll unternahm Reportage-Reisen in die Sowjetunion, die ČSSR, nach Jugoslawien, Syrien, Ägypten, in den Libanon, nach Angola, Portugal, Äthiopien, Nigeria, in den Sudan, nach Algerien, Tunesien, Finnland, Großbritannien, Bulgarien, Rumänien und Polen.
Fotografische Arbeiten Molls befinden sich u. a. in der Berliner Bildagentur für Kunst, Kultur und Geschichte.

## Bücher mit Fotografien Molls (unvollständig)
- Günter Karau: Grândola. Reportagen aus Portugal. Mitteldeutscher Verlag, Halle, 1976
- Dietmar Dierenberg: Gelächter an den Pyramiden. Unterwegs in Ägypten. Mitteldeutscher Verlag, Halle, 1977
- Bilder aus Angola. Brockhaus Verlag Leipzig, 1979 (Texte von Cathérine Gittis und Hans-Dieter Bräuer)
- Mexiko. Brockhaus Verlag Leipzig, 1984 (mit Ulrich Kohls)
- Manfred Rudolph: London ohne Nebel. Brockhaus Verlag Leipzig, 1984

## Gruppenausstellungen mit Fotografien Molls (unvollständig)
- 1977/1978: Halle/Saale, Galerie Roter Turm der Staatlichen Galerie Moritzburg („Medium Fotografie“)
- 1996: Hamburg, Deichtorhallen („Das deutsche Auge. Fotojournalismus in Deutschland“)
- 1997: Bonn, Kunst- und Ausstellungshalle der Bundesrepublik Deutschland („Deutsche Fotografie. Macht eines Mediums 1870–1970“)